# Nebria nivalis
Nebria nivalis (лат.) — вид жуков-жужелиц из подсемейства плотинников.

## Описание
Длина тела имаго 9—11 мм. Внешне похож на Nebria rufescens, но отличается следующими признаками: тело более узкое, отчасти более выпуклое. Бёдра нормально рыжего (реже на основании бледноватого) цвета. Голени чёрного или почти чёрного цвета. Надкрылья с округлыми плечами; бороздки надкрылий мелко пунктированные.
Распространён в Европейской части России, на Британских островах, в Фенноскандии, Латвии, в Азии и Аляске. В отличие от Nebria rufescens обитает в местностях с более низкой температурой; живут на невысоких горных землях, часто близ границы с ледниками, вдоль ледниковых ручьёв и на побережьях рек с холодной водой, часто с каменистыми и гравийными берегами. Иногда встречаются на заснеженных полях в поисках замороженных насекомых.

## Классификация
Выделяют 2 подвида:
- Nebria nivalis gaspesiana Kavanaugh, 1979
- Nebria nivalis nivalis (Paykull, 1790)